# برهان‌الدین (روستا)
برهان‌الدین، روستایی از توابع بخش مرکزی شهرستان روانسر در استان کرمانشاه ایران است.

## جمعیت
این روستا در دهستان بدر قرار دارد در سمت غرب روانسر وامتداد راه مواصلاتی روانسر پاوه قرار دارد  براساس سرشماری مرکز آمار ایران در سال ۱۳۸۵، جمعیت آن ۲۴۹ نفر (۵۳خانوار) بوده‌است و از طایفه‌های ساکن بلفعل اصلی آن سله کانی‌ها می‌باشند که در سال ۱۳20از سله کان نقل مکان کرده‌اند. روستای  پر اب با چشمه‌های فراوان و سرچشمه قره سو می‌باشد و از لحاط تاریخی ریشه آن به دوره قبل از اسلام برمیگردد.همچنین سلسله کوهه های از یه له ور ریقنه چه رمگ دوله باریکه شاخه گه وره و ...نهایتا به رشته کوه شاوهو متصل میشود(از جمله چشمه های آن :کانی سله کانی کانی قول قول ، آغه،چییگ،کوره مسیفر... 